# 香月線
香月線（かつきせん）は、福岡県中間市の中間駅から同県北九州市八幡西区の香月駅までを結んでいた、日本国有鉄道（国鉄）の鉄道路線（地方交通線）である。1980年（昭和55年）の国鉄再建法施行に伴い、翌年9月に第1次特定地方交通線に指定され、1985年（昭和60年）4月1日に全線が廃止となった。

## 路線データ（廃止時）
- 路線距離（営業キロ）：3.5km
- 軌間：1067mm
- 駅数：4駅（起点駅を含む）
- 複線区間：なし（全線単線）
- 電化区間：なし（全線非電化）
- 閉塞方式：

## 歴史
石炭輸送のための貨物線として開業した。一時は、中間 - 新手間が3線化（旅客列車用の単線+貨物列車用の複線）されるなど活況を呈したが、周辺炭鉱の閉山により輸送量は激減し、最終的には全線が単線化された。1980年の国鉄再建法の施行を受け、第1次特定地方交通線として廃止対象路線となった。
末期には、坑道が原因による地盤沈下から、鉄道が道路をまたぐ立体交差地点では自動車の通行ができなくなるなどといった事態も発生し、また中間市の都市開発の阻害ともなるため、市や住民から廃止運動が起こっていた。
終点の香月からは、鞍手軽便鉄道（→帝国炭業→九州鉱業→筑豊鉱業鉄道→筑豊鉄道（2代））が1915年1月1日に野面（のぶ）までの3.8kmを開業し、貨物及び旅客輸送を行っていたが、1954年10月1日に廃止された。
- 1908年（明治41年）7月1日 中間 - 香月間 (3.5km) が帝国鉄道庁九州線（貨物支線）として開業、（貨）岩崎・（貨）香月の各駅を開業[1]。
- 1909年（明治42年）10月12日 国有鉄道線路名称設定により筑豊本線の貨物支線となる。
- 1911年（明治44年）10月1日 中間 - 香月間が香月線として分離、気動車（蒸気動車）による旅客営業開始[2]、香月を貨物駅から一般駅に改める[3]。
- 1912年（明治45年/大正元年）
  - 1月7日 （貨）新手駅を開業[4]。
  - 11月11日 楠橋駅を開業[5]。
- 1919年（大正8年）12月11日 楠橋駅を廃止し岩崎駅に併合、岩崎駅を貨物駅から一般駅に改める[6]。
- 1921年（大正10年）12月11日 中間 - 新手間を3線化（単線化の時期不明）。
- 1937年（昭和12年）7月20日 新手駅を貨物駅から一般駅に改める[7]。
- 1974年（昭和49年）
  - 1月20日 蒸気機関車の運転を廃止[8]。
  - 10月1日 全線 (3.5km) の貨物営業を廃止。
- 1981年（昭和56年）9月18日 第1次特定地方交通線として、廃止承認。
- 1985年（昭和60年）4月1日 全線 (3.5km) を廃止[9]、バス転換。

## 駅一覧
接続路線の事業者名・所在地は、香月線廃止時（筑豊鉄道は同鉄道廃止時）。全駅福岡県に所在。
| 駅名   | 駅間キロ | 営業キロ | 接続・連絡路線                                                    | 所在地           |
| ------ | -------- | -------- | ----------------------------------------------------------------- | ---------------- |
| 中間駅 | -        | 0.0      | 日本国有鉄道：筑豊本線                                            | 中間市           |
| 新手駅 | 1.3      | 1.3      | 筑豊電気鉄道線（筑豊中間駅：徒歩連絡）                            | 中間市           |
| 岩崎駅 | 1.4      | 2.7      |                                                                   | 中間市           |
| 香月駅 | 0.8      | 3.5      | 筑豊鉄道（1954年10月1日廃止） 筑豊電気鉄道線筑豊香月駅へは西へ1km | 北九州市八幡西区 |

- 全区間福岡近郊区間に含まれていた。
- 香月駅は北九州市内にあるが他の市内の駅とは直接行き来できないので、市内駅としての扱いはなかった。

## 輸送実績
| 年度 | 乗車人員（人） | 発送貨物 石炭（トン） |
| ---- | -------------- | --------------------- |
| 1952 | 912,538        | 473,249               |
| 1955 | 929,463        | 472,095               |
| 1960 | 519千          | 576,252               |
| 1963 | 523千          | 357,756               |

- 福岡県統計年鑑各年度版

## 代替交通
代替として西鉄バス64番が運行開始されたが、元々の旅客流動が経路と一致しないが故に、すでに廃止された。末期は1日2往復の運行であった。
なお、代替バス路線ではないが、西鉄バス北九州が以下の中間市内循環路線および香月地区と中間駅を結ぶバス路線を運行しており、香月線の各駅付近に停留所がある。
- 61：筑鉄中間 - 通谷電停 - JR中間駅前 - 鳥森 - 徳若 - 筑鉄中間 - 大辻 - 香月営業所
- 67：筑鉄中間 - 通谷電停 - JR中間駅前 - 中鶴団地 - 徳若 - 筑鉄中間 - 大辻 - 香月営業所

徳若バス停は旧新手駅に近く、大辻バス停は旧岩崎駅に近い。また、香月地区と北九州市中心部の黒崎・小倉地区を結ぶ路線も運行している。
また旧香月駅の西側には筑豊電気鉄道の筑豊香月駅があり中間市の中心市街地や北九州市・直方市との間を結んでいる。
バス路線の詳細は「西鉄バス北九州・香月自動車営業所」を参照のこと。

## 廃線跡の現状
廃線跡のほとんどは道路となっているが、中間駅付近の一部はスフィンクスやモアイ像など世界の有名な石像のレプリカを展示する「屋根のない博物館」という遊歩道になっている。
香月駅付近にあった橋梁は道路化されず、現在でも橋脚が残っている。終点の香月駅は西鉄バス北九州の営業所（香月自動車営業所）となっている。
中間駅前には記念碑がある。香月駅跡では駅名板が記念として保存されている。

## 国鉄最短路線記録
小松島線（全長1.9km）の廃止に伴い、1985年3月14日、旅客営業を行う路線の中では国鉄最短路線となったが、そのわずか18日後に廃止となった。その後旅客営業を行う路線の中では桜島線（当時全長4.0km）が最短となる。
貨物線を含めると小松島線廃止から1985年11月4日まで手宮線（全長2.8km）が国鉄最短路線でその後、国鉄・JRの最短路線は新湊線（当時全長3.6km）に移った。
いずれも、1996年の宮崎空港線(1.4km)開業により記録が更新されている。